# Haltepunkt Köln-Weiden West
Der Haltepunkt Köln-Weiden West ist ein Bahnhaltepunkt der S-Bahn Köln. Er wird von den Linien S12 und S19 bedient und dient als Umsteigebahnhof mit der angrenzenden gleichnamigen Station der Linie 1 der Stadtbahn Köln.

## Lage

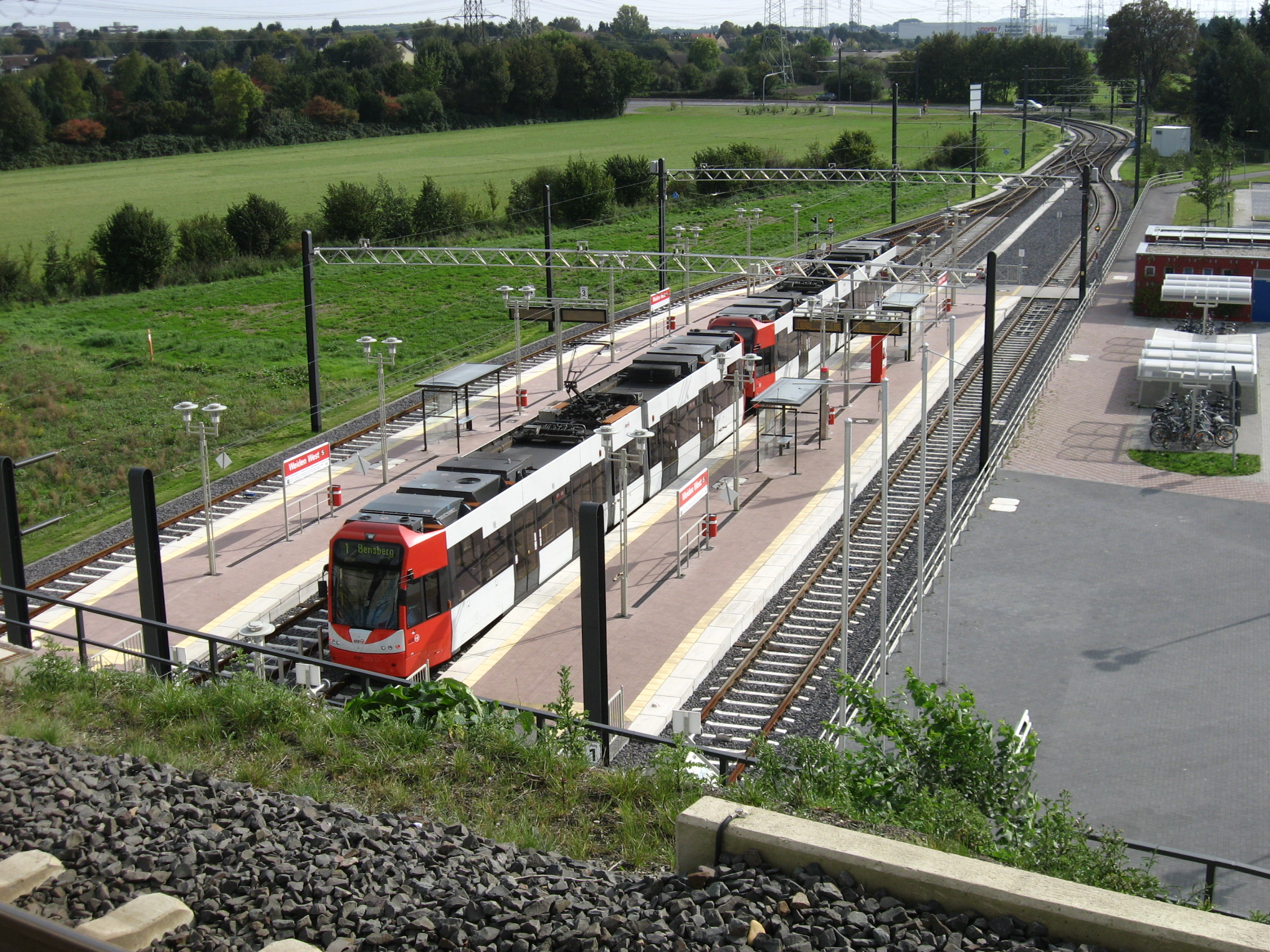
Bahnsteige der Stadtbahn in Richtung Bensberg vom Bahnsteig der S–Bahn aus gesehen

Am westlichen Stadtrand der Großstadt Köln in Nordrhein-Westfalen gelegen, befindet er sich in deren Stadtteil Weiden.

## Geschichte
Die Bahnstation wurde auf einem vorherigen Acker errichtet, daher dient sie primär als Umsteigestation, weniger als Start- oder Endpunkt einer Reise. Vorgesehen war, dass zeitlich mit der Inbetriebnahme des S-Bahn-Haltepunkts auch die Stadtbahnhaltestelle der Kölner Verkehrs-Betriebe (KVB) in Betrieb genommen wird.
Neben der Verknüpfung von S-Bahn und Stadtbahn war die Anbindung an Park-and-Ride- und Bike-and-Ride-Anlagen ausschlaggebend für den Bau, welche ebenfalls zeitgleich in Betrieb genommen wurden. Deren Umsiedlung in ein geplantes Park-and-Ride-Parkhaus für KFZ inklusive eines B+R Stellplatzes für Fahrräder und andere Fahrzeuge des nicht motorisierten Individualverkehrs ist seit 2022 geplant.
Der Haltepunkt ist der westliche Endpunkt der Stadtbahnlinie 1. Deren vorherige Endhaltestelle Weiden Schulstraße, seit 2019 Weiden Römergrab, wurde gemeinsam mit der dort befindlichen Wendeanlage 2006 aufgelassen.

## Ausstattung
Es befinden sich Fahrscheinautomaten- und Entwerter der DB und KVB an der Station, Vollbeleuchtung, Teilbedachung der S-Bahn-Station und Wetterschutz an der Stadtbahnstation. Dort befinden sich ebenfalls sanitäre Anlagen sowie Betriebsräume der KVB.

## Barrierefreiheit
Angepasst an moderne Verhältnisse wurde die komplette Station mit Blindenleitsystem ausgestattet. Am Bahnsteig der S-Bahn erfolgen zudem akustische, automatisierte Ansagen, per Aufzug ist dieser barrierefrei erreichbar, Blindenschrift existiert jedoch nicht.

## Linien
Der Haltepunkt Köln-Weiden West wird von folgenden Linien bedient:

### S-Bahn
| Linie | Verlauf | Takt                                         |
| ----- | --- | -------------------------------------------- |
| S 12  | Horrem – Frechen-Königsdorf – Köln-Weiden West – Köln-Lövenich – Köln-Müngersdorf Technologiepark – Köln-Ehrenfeld – Köln Hansaring – Köln Hbf – Köln Messe/Deutz – Köln Trimbornstraße – Köln Airport Businesspark – Köln Steinstraße – Porz (Rhein) – Porz-Wahn – Spich – Troisdorf – Siegburg/Bonn – Hennef (Sieg) – Hennef Im Siegbogen – Blankenberg (Sieg) – Merten (Sieg) – Eitorf – Herchen – Dattenfeld (Sieg) – Schladern (Sieg) – Rosbach (Sieg) – Au (Sieg) Stand: Fahrplanwechsel Dezember 2023                          | 20 min (Horrem–Hennef) 60 min (Hennef–Au)    |
| S 19  | Düren – Merzenich – Buir – Sindorf – Horrem – Frechen-Königsdorf – Köln-Weiden West – Köln-Lövenich – Köln-Müngersdorf Technologiepark – Köln-Ehrenfeld – Köln Hansaring – Köln Hbf – Köln Messe/Deutz – Köln Trimbornstraße – Köln Frankfurter Straße – Köln/Bonn Flughafen – Porz-Wahn – Spich – Troisdorf – Siegburg/Bonn – Hennef (Sieg) – Hennef Im Siegbogen – (Blankenberg (Sieg) /) Merten (Sieg) – Eitorf – Herchen – Dattenfeld (Sieg) – Schladern (Sieg) – Rosbach (Sieg) – Au (Sieg) Stand: Fahrplanwechsel Dezember 2023 | 20/40 min (Horrem–Hennef) 60 min (Hennef–Au) |

### Stadtbahn
In der Stadtbahnstation verkehren folgende Linien:
| Linie | Verlauf | Takt   |
| ----- | --- | ------ |
| 1     | Weiden West – Junkersdorf – Rheinenergiestadion – Müngersdorf – Braunsfeld – Aachener Str./Gürtel – Moltkestraße – Rudolfplatz – Neumarkt – Heumarkt – U Bf. Deutz/Messe – U Deutz Technische Hochschule – U Kalk Post – U Kalk Kapelle – U Fuldaer Straße – U Sportpark Höhenberg – Merheim – Brück – Lustheide – Refrath – Kippekausen – Frankenforst – Neuenweg – Kölner Str. – Im Hoppenkamp – U Bensberg | 10 min |

### Stadt- und Regionalbusse
Zudem wird er durch die Regionalbuslinien 961, 950 und den Schnellbus SB91 bedient.